# Psectrocladius oxyura
Psectrocladius oxyura är en tvåvingeart som beskrevs av Langton 1984. Psectrocladius oxyura ingår i släktet Psectrocladius och familjen fjädermyggor. Arten är reproducerande i Sverige. Inga underarter finns listade i Catalogue of Life.